# Ірзек
Ірзе́к (рос. Ирзек) — річка у Кіровській області (Унинський район), Росія, ліва притока Лумпуна.
Річка починається за 2 км на південний схід від присілку Єрмаки. Русло спрямоване спочатку на південний захід, потім на південний схід, а біля колишнього присілку Бельтюги повертає знову на південний захід. Впадає до Лумпуна біля кордону з Удмуртією.
Русло вузьке, долина широка. Береги заліснені та заболочені. Приймає багато дрібних приток, створено ставок площею 0,11 км².
Над річкою не розташовано населених пунктів, через русло збудовано всього один міст у верхній течії одразу після витоків; в нижній течії річку перетинала Пумсинська вузькоколійна залізниця.